# 1999年貴族院改革後における世襲貴族在籍議員一覧
1999年貴族院改革後における世襲貴族在籍議員一覧は、1999年の貴族院法制定以降も貴族院に引き続きその在籍が決まった世俗貴族を列挙したものである。

## 概説
トニー・ブレア率いる労働党政府は貴族院改革の一環として、1999年貴族院法を制定した。同法の施行によって、紋章院総裁及び式部卿を含む92人の世襲貴族を除いて、すべての世襲貴族の議席が削除された。 
同法可決前に、貴族院が認めた世襲貴族の所属の内訳は以下の通り。
- 2 労働党
- 42 保守党
- 3 自由民主党
- 28 クロスベンチ（中立派）
- 15 下院により選任された者
- 紋章院総裁（ノーフォーク公爵家）
- 式部卿（輪番制。現在はキャリントン男爵家、君主の代替わりがあればチャムリー侯爵家が引き継ぐ）

貴族院に引き続き籍が置かれる世襲貴族の総数は、ブレア首相と当時の貴族院院内総務クランボーン子爵（のちの第7代ソールズベリー侯爵。なお、彼の高祖父はイギリス最後の貴族院選出による首相の第3代ソールズベリー侯爵）らの話合いによって決定された。
その選出は当時の政党の議席数に応じる方法でなされた結果、従前の通り保守党が第1党となっている。
1911年議会法や1999年貴族院法によってその権能に大幅な制限が加えられたとはいえ、貴族院における保守党の優位性は歴史的に継続していると言える。  
2018年1月現在、爵位による内訳は、公爵が4人、侯爵が1人、伯爵が26人、子爵が17人、男爵が44人となっており、計92人の世襲貴族が籍を置いている。

## 貴族院によって選任された貴族

### 在籍中のもの
| 写真 | 紋章 | 在籍者                                                                  | 所属         | 初議席年 | 選出年         | 前任者                        |
| ---- | ---- | ----------------------------------------------------------------------- | ------------ | -------- | -------------- | ----------------------------- |
|      |      | 第3代ゲッデス男爵 ユアン・ゲッデス                                      | 保守党       | 1975年   | 1999年         |                               |
|      |      | 第2代エクルズ子爵 ジョン・エクルズ （貴族院改革時には議席喪失）         | 保守党       | 1999年   | 2005年4月4日   | 第4代アバーデア男爵           |
|      |      | 第3代ハンワース子爵 デイヴィッド・ポロック （貴族院改革時には議席喪失） | 労働党       | 1996年   | 2011年3月22日  | 第11代ストラボギー子爵        |
|      |      | 第5代クーロスのコルヴィル子爵 チャールズ・コルヴィル                    | クロスベンチ | 2011年   | 2011年7月20日  | 第4代アムトヒル男爵           |
|      |      | 第5代ボリック男爵 ジェイミー・ボリック                                  | 保守党       | 2013年   | 2013年7月17日  | 第14代レイ卿                  |
|      |      | 第3代オックスフォード＝アスキス伯爵 レイモンド・アスキス                | 自由民主党   | 2014年   | 2014年10月21日 | 第7代メスエン男爵             |
|      |      | 第4代コルグレイン男爵 アラステア・キャンベル                            | 保守党       | 2017年   | 2017年3月27日  | 第3代ライル男爵               |
|      |      | 第15代レイ卿 イーニアス・マッカイ                                       | 保守党       | 2019年   | 2019年1月22日  | 第7代スケルマーズデール男爵   |
|      |      | 第9代ロンズバラ男爵 リチャード・デニソン                                | クロスベンチ | 1996年   | 2021年7月16日  | 第31代マー女伯爵              |
|      |      | 第7代ハーレック男爵 ジャセット・オームズビー＝ゴア                      | 保守党       | 2021年   | 2021年7月14日  | 第2代エルトン男爵             |
|      |      | 第3代ハッキング男爵 デイヴィッド・ハッキング                            | 労働党       | 2021年   | 2021年11月10日 | 第3代サイモン子爵             |
|      |      | 第4代ローバラ男爵 マッシー・ループス                                    | 保守党       | 2022年   | 2022年10月18日 | 第2代アルスウォーター子爵     |
|      |      | 第7代ミントー伯爵 ティモシー・エリオット＝ マレー＝キニンマウンド       | 保守党       | 2022年   | 2022年10月18日 | 第3代コルウィン男爵           |
|      |      | 第7代ラッセル伯爵 ジョン・ラッセル                                      | 自由民主党   | 2023年   | 2023年6月13日  | 第15代フォークランド子爵      |
|      |      | 第8代カモイズ男爵 ウィリアム・ストーナー                                | 保守党       | 2023年   | 2023年11月22日 | 第5代ブルーム＝ヴォークス男爵 |

### 物故者
| 物故者                                                      | 所属         | 初議席年 | 選出年 | 逝去年         |
| ----------------------------------------------------------- | ------------ | -------- | ------ | -------------- |
| 第13代オックスフィード子爵ジョージ・マクギル                | 保守党       | 1986年   | 1999   | 2003年1月3日   |
| 第4代アバーデア男爵モリス・ブルース                         | 保守党       | 1957年   | 1999   | 2005年1月23日  |
| 第11代ストラボルギ男爵デヴィッド・ケンワージー              | 労働党       | 1953年   | 1999   | 2010年12月24日 |
| 第4代アムトヒル男爵ジョフリー・ラッセル                     | クロスベンチ | 1973年   | 1999   | 2011年4月23日  |
| 第14代レイ卿ヒュー・マッカイ                                | 保守党       | 1963年   | 1999   | 2013年5月10日  |
| 第7代メスエン男爵ロバート・メスエン                         | 自由民主党   | 1994年   | 1999   | 2014年7月9日   |
| 第3代ライル男爵チャールズ・ライル                           | 保守党       | 1960年   | 1999   | 2017年1月11日  |
| 第7代スケルマーズデール男爵ロジャー・ブートル＝ワイブラハム | 保守党       | 1973年   | 1999   | 2018年10月31日 |
| 第3代サイモン子爵ジャン・サイモン                           | 労働党       | 1993年   | 1999   | 2021年8月15日  |
| 第5代ブルーム＝ヴォークス男爵マイケル・ブルーム             | 保守党       | 1968年   | 1999   |                |

### 辞任した者
| 対象者                                           | 初議席年 | 選出年 | 辞職年月日     | 逝去年 |
| ------------------------------------------------ | -------- | ------ | -------------- | ------ |
| 第31代マー女伯爵マーガレット・オブ・マー         | 1975年   | 1999年 | 2020年5月1日   |        |
| 第2代エルトン男爵ロドニー・エルトン              | 1973年   | 1999年 | 2020年10月29日 |        |
| 第2代アルスウォーター子爵ニコラス・ラウザー      | 1966年   | 2003年 | 2022年7月20日  |        |
| 第3代コルウィン男爵アンソニー・ハミルトン=スミス | 1966年   | 1999年 | 2022年7月21日  |        |
| 第15代フォークランド子爵ルシウス・ケアリー       | 1984年   | 1999年 | 2023年3月21日  |        |

## 保守党選出の貴族

### 在籍中の者
| 写真 | 紋章 | 在籍者                                                                                                | 初議席年 | 選出年         | 前任者                            |
| ---- | ---- | --- | -------- | -------------- | --------------------------------- |
|      |      | 第2代ストラスクライド男爵 トーマス・ガルブレイス                                                      | 1986年   | 1999年         |                                   |
|      |      | 第2代トレフガン男爵 デイヴィッド・トレフガン                                                          | 1962年   | 1999年         |                                   |
|      |      | 第3代マンクロフト男爵 ベンジャミン・マンクロフト                                                      | 1987年   | 1999年         |                                   |
|      |      | 第7代ハウ伯爵 フレデリック・カーゾン                                                                  | 1984年   | 1999年         |                                   |
|      |      | 第20代ケイスネス伯爵 マルコム・シンクレア                                                             | 1969年   | 1999年         |                                   |
|      |      | 第8代ヘンリー男爵 オリヴァー・イーデン                                                                | 1977年   | 1999年         |                                   |
|      |      | 第4代グレナーサー男爵 サイモン・アーサー                                                              | 1976年   | 1999年         |                                   |
|      |      | 第4代アスター子爵 ウィリアム・アスター                                                                | 1972年   | 1999年         |                                   |
|      |      | 第9代コータウン伯爵 パトリック・ストップフォード                                                      | 1975年   | 1999年         |                                   |
|      |      | 第3代ピール伯爵 ウィリアム・ピール （2006年に宮内長官に就任したため、クロスベンチ（中立派）に移った） | 1973年   | 1999年         |                                   |
|      |      | 第4代モイニハン男爵 コリン・モイニハン                                                                | 1997年   | 1999年         |                                   |
|      |      | 第3代アトリー伯爵 ジョン・アトリー                                                                    | 1992年   | 1999年         |                                   |
|      |      | 第4代ゴッシェン子爵 ジャイルズ・ゴッシェン                                                            | 1986年   | 1999年         |                                   |
|      |      | 第8代モントローズ公爵 ジェームズ・グレアム                                                            | 1992年   | 1999年         |                                   |
|      |      | 第3代ブリッジマン子爵 ロビン・ブリッジマン                                                            | 1982年   | 1999年         |                                   |
|      |      | 第16代リンジー伯爵 ジェームズ・リンジー＝ベスーン                                                     | 1989年   | 1999年         |                                   |
|      |      | 第12代ルーカス男爵 ラルフ・パーマー                                                                   | 1991年   | 1999年         |                                   |
|      |      | 第2代クラソーン男爵 ジェームズ・ダグデイル                                                            | 1977年   | 1999年         |                                   |
|      |      | 第2代イングルウッド男爵 リチャード・フレッチャー＝ヴェイン                                            | 1989年   | 1999年         |                                   |
|      |      | 第6代ノースブルック男爵 フランシス・ベアリング                                                        | 1990年   | 1999年         |                                   |
|      |      | 第22代シュルーズベリー伯爵 チャールズ・チェトウィンド＝タルボット                                     | 1980年   | 1999年         |                                   |
|      |      | 第5代リバプール伯爵 エドワード・フォジャム                                                            | 1969年   | 1999年         |                                   |
|      |      | 第9代アラン伯爵 アーサー・ゴア                                                                        | 1983年   | 1999年         |                                   |
|      |      | 第12代ダンディー伯爵 アレクサンダー・スクリムジョア                                                   | 1983年   | 1999年         |                                   |
|      |      | 第3代トレンチャード子爵 ヒュー・トレンチャード （貴族院改革時には議席喪失）                           | 1987年   | 2004年5月27日  | 第6代ヴィヴィアン男爵             |
|      |      | 第7代ド・モーリー男爵 ルパート・ポンソンビー                                                          | 2005年   | 2005年3月14日  | 第6代バーナム男爵                 |
|      |      | 第7代カスカート伯爵 チャールズ・カスカート（貴族院改革時には議席喪失）                                | 1999年   | 2007年3月7日   | 第26代モウブレー男爵              |
|      |      | 第5代レッキーのヤンガー子爵 ジェイムズ・ヤンガー                                                      | 2010年   | 2010年6月23日  | 第14代ノーセスク伯爵              |
|      |      | 第4代ハイドのアシュトン男爵 ヘンリー・アシュトン                                                      | 2011年   | 2011年7月20日  | 第7代オンズロー伯爵               |
|      |      | 第9代ウェリントン公爵 チャールズ・ウェルズリー                                                        | 2015年   | 2015年9月16日  | 第3代ルーク男爵                   |
|      |      | 第14代キャメロンのフェアファクス卿 ニコラス・フェアファクス （貴族院改革時には議席喪失）              | 1977年   | 2015年11月24日 | 第3代ボーリューのモンタギュー男爵 |
|      |      | 第5代ベセル男爵 ジェイムズ・ベセル                                                                    | 2018年   | 2018年7月18日  | 第3代グレントラン男爵             |
|      |      | 第3代サンドハースト男爵 ガイ・マンスフィールド                                                        | 2021年   | 2021年6月14日  | 第4代セルボーン伯爵               |
|      |      | 第8代レスター伯爵 トマス・クック                                                                      | 2021年   | 2021年6月14日  | 第2代デナム男爵                   |
|      |      | 第4代オルトリナム男爵 セバスチャン・グリッグ                                                          | 2021年   | 2021年6月14日  | 第3代セルズドン男爵               |
|      |      | 第3代ストラスキャロン男爵 イアン・マクファーソン                                                      | 2022年   | 2022年2月8日   | 第5代リドレー子爵                 |
|      |      | 第5代キャムローズ子爵 ジョナサン・ベリー                                                              | 2022年   | 2022年3月29日  | 第3代ロザウィック男爵             |
|      |      | 第4代レムナント男爵 フィリップ・レムナント                                                            | 2022年   | 2022年7月5日   | 第3代タラのブラバゾン男爵         |
|      |      | 第6代ロッテスリー男爵 クリフトン・ロッテスリー （貴族院改革時には議席喪失）                           | 1993年   | 2022年7月5日   | 第3代スウィンフェン男爵           |
|      |      | 第8代エフィンガム伯爵 エドワード・ハワード                                                            | 2022年   | 2022年10月20日 | 第3代ヒーヴァーのアスター男爵     |
|      |      | 第5代アシュコーム男爵 マーク・キュービット                                                            | 2022年   | 2022年10月20日 | 第15代ヒューム伯爵                |

### 物故者
| 物故者                                                                        | 初議席年 | 選出年 | 逝去年         |
| ----------------------------------------------------------------------------- | -------- | ------ | -------------- |
| 第6代ヴィヴィアン男爵ニコラス・ヴィヴィアン                                   | 1991年   | 1999年 | 2004年2月28日  |
| 第6代バーナム男爵ヒュー・ローソン                                             | 1993年   | 1999年 | 2005年1月1日   |
| 第26代モウブレー男爵チャールズ・ストートン                                    | 1965年   | 1999年 | 2006年12月12日 |
| 第14代ノーセスク伯爵デイヴィッド・カーネギー                                  | 1994年   | 1999年 | 2010年3月28日  |
| 第7代オンズロー伯爵マイケル・オンズロー                                       | 1971年   | 1999年 | 2011年5月14日  |
| 第13代フェラーズ伯爵ロバート・シャーリー                                      | 1954年   | 1999年 | 2012年11月13日 |
| 第3代ボーリューのモンタギュー男爵エドワード・ダグラス＝スコット＝モンタギュー | 1947年   | 1999年 | 2015年8月31日  |
| 第3代スウィンフェン男爵ロジャー・スウィンフェン＝イーディ                     | 1977年   | 1999年 | 2022年6月5日   |
| 第15代ヒューム伯爵デイヴィッド・ダグラス＝ヒューム                            | 1995年   | 1999年 | 2022年8月22日  |

### 辞任した者
| 対象者                                                               | 初議席年 | 選出年       | 辞職年        | 逝去年        | 前任者               |
| -------------------------------------------------------------------- | -------- | ------------ | ------------- | ------------- | -------------------- |
| 第3代ルーク男爵アーサー・ジョンストン                                | 1996年   | 1999         | 2015年6月24日 | 2015年10月2日 |                      |
| 第3代グレントラン男爵ロビン・ディクソン                              | 1995年   | 1999         | 2018年6月1日  |               |                      |
| 第4代セルボーン伯爵ジョン・パーマー (保守党を離党。2020年より無所属) | 1971年   | 1999         | 2020年3月26日 | 2021年2月12日 |                      |
| 第2代デナム男爵バートラム・ボウヤー                                  | 1949年   | 1999         | 2021年4月26日 |               |                      |
| 第5代リドレー子爵マシュー・リドレー                                  | 2013年   | 2013年2月6日 |               |               | 第13代フェラーズ伯爵 |
| 第3代ロザウィック男爵ロビン・ケイザー                                | 1996年   | 1999年       | 2022年2月1日  |               |                      |
| 第3代タラのブラバゾン男爵アイヴォン・ムーア＝ブラバゾン              | 1976年   | 1999年       | 2022年4月28日 |               |                      |
| 第3代ヒーヴァーのアスター男爵ジョン・アスター                        | 1984年   | 1999年       | 2022年7月22日 |               |                      |

### 長期不在による議席削除
2014年貴族院改革法第2節の規定に基き、その議席を削除された者。
| 対象者                                                                                              | 初議席年 | 選出年 | 議席削除年    | 逝去年        |
| --------------------------------------------------------------------------------------------------- | -------- | ------ | ------------- | ------------- |
| 第3代セルズドン男爵マルコム・ミッチェル＝トムソン                                                   | 1963年   | 1999年 | 2021年5月11日 | 2024年9月18日 |
| 第21代ウィロビー・ド・ブローク男爵デイヴィッド・ヴァーニー （2007年にUKIPに参加 。 2018年から無所属 | 1986年   | 1999年 | 2024年7月9日  |               |

## クロスベンチ（中立派）所属の貴族

### 在籍中の者
| 写真 | 紋章 | 在籍者                                                                                | 初議席年 | 選出年         | 前任者                                |
| ---- | ---- | ------------------------------------------------------------------------------------- | -------- | -------------- | ------------------------------------- |
|      |      | 第3代フレイバーグ男爵 ヴァレリアン・フレイバーグ                                      | 1993年   | 1999年         |                                       |
|      |      | 第22代ブレッツォのシンジョン男爵 アンソニー・シンジョン                               | 1978年   | 1999年         |                                       |
|      |      | 第3代ブルックバラ子爵 アラン・ブルック                                                | 1987年   | 1999年         |                                       |
|      |      | 第24代エロル伯爵 マーリン・ヘイ                                                       | 1978年   | 1999年         |                                       |
|      |      | 第4代グリーンウェイ男爵 アンブローズ・グリーンウェイ                                  | 1975年   | 1999年         |                                       |
|      |      | 第7代ロスリン伯爵 ピーター・シンクレア＝アースキン                                    | 1979年   | 1999年         |                                       |
|      |      | 第14代ステア伯爵 ジョン・ダルリンプル （貴族院改革時には議席喪失）                    | 1996年   | 2008年5月22日  | 第18代ネイスのダーシー女男爵          |
|      |      | 第5代アバーデア男爵 アラステア・ブルース                                              | 2009年   | 2009年7月15日  | 第3代ブレディスロー子爵               |
|      |      | 第9代クランカーティ伯爵 ニコラス・トレンチ （貴族院改革時には議席喪失）               | 1995年   | 2010年6月23日  | 第4代クーロスのコルヴィル子爵         |
|      |      | 第5代リットン伯爵 ジョン・リットン （貴族院改革時には議席喪失）                       | 1985年   | 2011年5月11日  | 第11代モンソン男爵                    |
|      |      | 第7代クロムウェル男爵 ゴドフリー・コプリー （貴族院改革時には議席喪失）               | 1982年   | 2014年4月8日   | 第2代モラン男爵                       |
|      |      | 第3代リバプールのラッセル男爵 サイモン・ラッセル （貴族院改革時には議席喪失）         | 1981年   | 2014年12月9日  | 第3代アレンビー子爵                   |
|      |      | 第19代サマセット公爵 ジョン・シーモア （貴族院改革時には議席喪失）                    | 1984年   | 2014年12月9日  | デイヴィッド・リットン＝コボールド    |
|      |      | 第9代サーロー男爵 ローレイン・ハヴァル＝ サーロー＝カミング＝ブルース                 | 2015年   | 2015年2月3日   | ロジャー・チョーリー                  |
|      |      | 第16代キノール伯爵 チャールズ・ヘイ                                                   | 2015年   | 2015年2月3日   | 第21代ソルトーン女卿                  |
|      |      | 第4代マウントエヴァン男爵 ジェフリー・エヴァンズ                                      | 2015年   | 2015年7月6日   | 第3代テンビー子爵                     |
|      |      | 第5代トレヴェシン＝オークシー男爵 パトリック・ローレンス                              | 2015年   | 2015年10月20日 | 第2代アラメインのモントゴメリー子爵   |
|      |      | 第15代コーク伯爵 ジョン・ボイル                                                       | 2016年   | 2016年7月12日  | 第2代ブリッジズ男爵                   |
|      |      | 第12代ホロデンのヴォー男爵 リチャード・ギルビー                                       | 2017年   | 2017年7月19日  | 第10代ウォルポール男爵                |
|      |      | 第19代デヴォン伯爵 チャールズ・コートネイ                                             | 2018年   | 2018年7月4日   | 第4代ビュードリーのボールドウィン伯爵 |
|      |      | 第7代キャリントン男爵 ルパート・キャリントン （2022年に国務大官の式部卿に就任した。） | 2018年   | 2018年11月28日 | 第5代ノースボーン男爵                 |
|      |      | 第4代レイブンズデール男爵 ダニエル・モズリー                                          | 2019年   | 2019年3月27日  | 第2代スリム子爵                       |
|      |      | 第7代ハンプトン男爵 ジョン・パキントン                                                | 2022年   | 2022年10月19日 | 第6代リストーエル伯爵                 |
|      |      | 第3代メストン男爵 ジェームズ・メストン                                                | 1984年   | 2023年9月19日  | 第4代パーマー男爵                     |
|      |      | 第28代ド・クリフォード男爵 マイルズ・ラッセル                                         | 2023年   | 2023年9月19日  | 第5代ヒルトン男爵                     |

### 物故者
| 物故者                                                                                         | 初議席年 | 選出年 | 逝去年        |
| ---------------------------------------------------------------------------------------------- | -------- | ------ | ------------- |
| 第11代ウォートン女男爵マートル・ロバートソン                                                   | 1990年   | 1999年 | 2000年5月15日 |
| 第7代カーナヴォン伯爵ヘンリー・ハーバート                                                      | 1987年   | 1999年 | 2001年9月10日 |
| 第16代ストレンジ女男爵チェリー・ドラモンド                                                     | 1986年   | 1999年 | 2005年3月11日 |
| 第18代ダーシー・ド・ネイス女男爵デイヴィナ・イングラムズ （ 1963年爵位法にもとづき議員に選任） | 1963年   | 1999年 | 2008年2月24日 |
| 第3代ブレディスロー子爵クリストファー・バサースト                                              | 1979年   | 1999年 | 2009年5月12日 |
| 第4代クーロスのコルヴィル子爵マーク・コルヴィル                                                | 1954年   | 1999年 | 2010年4月8日  |
| 第11代モンソン男爵ジョン・モンソン                                                             | 1958年   | 1999年 | 2011年2月12日 |
| 第2代モラン男爵ジョン・ウィルソン                                                              | 1977年   | 1999年 | 2014年2月14日 |
| 第3代アレンビー子爵マイケル・アレンビー                                                        | 1984年   | 1999年 | 2014年10月3日 |
| 第2代スリム子爵ジョン・スリム                                                                  | 1970年   | 1999年 | 2019年1月12日 |
| 第4代パーマー男爵エイドリアン・パーマー                                                        | 1990年   | 1999年 | 2023年7月10日 |
| 第3代クレイガヴォン子爵ジャンリック・クレイグ                                                  | 1974年   | 1999年 | 2025年3月31日 |

### 辞職者
| 辞職者                                                                                     | 初議席年 | 選出年         | 前任者                 | 辞職年         | 逝去年        |
| ------------------------------------------------------------------------------------------ | -------- | -------------- | ---------------------- | -------------- | ------------- |
| 第2代コボールド男爵デイヴィッド・リットン＝コボールド (貴族院改革時には議席喪失)           | 1987年   | 2000年10月15日 | 第18代ウォートン女男爵 | 2014年10月13日 |               |
| 第2代チョーリー男爵ロジャー・チョーリー (貴族院改革時には議席喪失)                         | 1987年   | 2001年9月11日  | 第7代カーナヴォン伯爵  | 2014年11月17日 | 2016年2月21日 |
| 第21代ソルトーン女卿フローラ・フレイザー                                                   | 1979年   | 1999年         |                        | 2014年12月12日 |               |
| 第3代テンビー子爵ウィリアム・ロイド＝ジョージ                                              | 1983年   | 1999年         |                        | 2015年5月1日   |               |
| 第2代アラメインのモントゴメリー子爵デイヴィッド・モントゴメリー (貴族院改革時には議席喪失) | 1976年   | 2005年6月28日  | 第16代ストレンジ女男爵 | 2015年7月23日  | 2020年1月8日  |
| 第10代ウォルポール男爵ロバート・ウォルポール                                               | 1989年   | 1999年         |                        | 2017年6月13日  |               |
| 第4代ボールドウィン伯爵エドワード・ボールドウィン                                          | 1976年   | 1999年         |                        | 2018年5月9日   |               |
| 第5代ノースボーン男爵クリストファー・ジェイムズ                                            | 1982年   | 1999年         |                        | 2018年9月4日   | 2019年9月8日  |
| 第6代リストーエル伯爵フランシス・ヘア                                                      | 1997年   | 1999年         |                        | 2022年7月21日  |               |
| 第5代ヒルトン男爵レイモンド・ジョリフ                                                      | 1968年   | 1999年         |                        | 2023年7月27日  |               |
| 第11代サンドウィッチ伯爵ジョン・モンタギュー                                               | 1995年   | 1999年         |                        | 2024年5月20日  | 2025年2月1日  |
| 第3代ウェイヴァーリー子爵ジョン・アンダーソン                                              | 1990年   | 1999年         |                        | 2025年6月23日  |               |

### 長期不在による議席削除
2014年貴族院改革法第2節の規定に基き、その議席を削除された者。
同法は、病気や事故等により、貴族院議員としての出席が長期にわたって行われない者の議席を除くことができる旨を定めた法律。
| 対象者                                | 初議席年 | 選出年 | 議席削除年    | 逝去年        |
| ------------------------------------- | -------- | ------ | ------------- | ------------- |
| 第2代ブリッジズ男爵トマス・ブリッジズ | 1969年   | 1999年 | 2016年5月18日 | 2017年5月27日 |

## 自由民主党選出の貴族

### 在籍中の者
| 写真 | 紋章 | 在籍者                                                             | 初議席年 | 前任者                |
| ---- | ---- | ------------------------------------------------------------------ | -------- | --------------------- |
|      |      | 第6代アディントン男爵 ドミニク・ハバード                           | 1982年   |                       |
|      |      | 第10代グラスゴー伯爵 パトリック・ボイル (貴族院改革時には議席喪失) | 1984年   | 第5代ラッセル伯爵     |
|      |      | 第3代サーソー子爵 ジョン・サーソー (貴族院改革時には議席喪失)      | 1995年   | 第4代エイヴベリー男爵 |

### 物故者
| 物故者                                  | 初議席年 | 選出年 | 逝去年         |
| --------------------------------------- | -------- | ------ | -------------- |
| 第5代ラッセル伯爵コンラッド・ラッセル   | 1987年   | 1999年 | 2004年10月14日 |
| 第4代エイヴベリー男爵エリック・ラボック | 1971年   | 1999年 | 2016年2月14日  |

## 労働党選出の貴族

### 在籍中の者
| 写真 | 紋章 | 在籍者                                                                            | 初議席年 | 選出年        | 前任者                    |
| ---- | ---- | --------------------------------------------------------------------------------- | -------- | ------------- | ------------------------- |
|      |      | 第3代グランチェスター男爵 ジョン・スエンソン＝テイラー (貴族院改革時には議席喪失) | 1995年   | 2003年11月4日 | 第2代リーズのミルナー男爵 |
|      |      | 第3代スタンズゲート子爵 ステファン・ベン                                          | 2021年   | 2021年7月10日 | 第3代リー男爵             |

### 物故者
| 物故者                                      | 初議席年 | 選出年 | 逝去年        |
| ------------------------------------------- | -------- | ------ | ------------- |
| 第2代リーズのミルナー男爵マイケル・ミルナー | 1967年   | 1999年 | 2003年8月20日 |
| 第3代リー男爵ニコラス・リー                 | 1982年   | 1999年 | 2020年6月1日  |